# 신봉조
신봉조(辛鳳祚, 일본식 이름: 辛島 純 가라시마 준, 1900년 ~ 1992년 12월 27일)는 일제강점기부터 활동한 대한민국의 교육인이다. 호는 화암(和巖)이다.

## 생애
본관은 영월이며 강원도 정선군에서 출생했다. 배재고등보통학교와 연희전문학교 문과를 졸업하고 일본에 유학하여 도호쿠 제국대학 법문학부를 졸업했다.
연희전문 졸업 후 모교인 배재고보 교사로 잠시 근무했을 때부터 여성 교육에 관심을 보여, 이후 평생을 여성 중등교육에 바쳤다. 도호쿠제대를 졸업하고 다시 배재고보 교사로 재직하던 중, 1938년에 이화고등여학교 교장이 되었다.
태평양 전쟁 기간에는 국민정신총동원조선연맹 참사를 맡고 임전대책협의회와 조선임전보국단에도 참여하는 등 일본 제국의 전쟁 수행에 협력한 행적이 있다. 특히 황도사상 보급과 선전을 목표로 한 단체인 황도학회의 회장을 맡았으며, 친일 좌담회에 참석해 발언하거나 글을 발표하기도 했다.
태평양 전쟁 종전 후에도 그대로 이화여자고등학교 교장으로 재임하였고, 이화학당 재학생이었다가 3·1 운동에 참여한 혐의로 체포되어 옥사한 유관순의 행적을 밝혀내는 등 유관순 기념 사업에 앞장섰다. 1949년에 반민족행위처벌법에 따라 반민특위에 체포 된 일이 있으나 처벌받지 않았다.1953년에는 예술 교육에 뜻을 두고 한국 전쟁으로 피난 중이던 부산에서 임원식과 함께 이화예술고등학교를 설립하여 두 학교의 교장을 겸임했다.
1961년에 퇴임한 후에도 학교법인 이화학원 이사장과 명예이사장, 서울예술학원 명예이사장, 상명학원 이사장을 맡았으며, 학교법인 한양학원, 영훈학원, 연세대학교, 재헌학원, 새빛학원, 인덕학원, 배재학원에 관계하며 사학 육성에 힘썼다. 이러한 공로를 인정받아 서울특별시문화상, 국민훈장 모란장과 5·16민족상 교육부문 본상을 받는 등 많은 상을 수상했다.

## 사후
정동제일교회의 장로로 독실한 기독교 신자였던 신봉조는 신학자 박대선이 "한 평생을 오직 이화만을 위해 사셨다"고 회고 할 만큼 여성 교육에 헌신하여 여러 제자들로부터 존경을 받았다. 대한민국 여성 주필 제1호인 장명수가 자신의 일생에 가장 큰 영향을 끼친 인물로 은사인 신봉조를 꼽기도 했다.
2008년 민족문제연구소에서 친일인명사전에 수록하기 위해 정리한 친일인명사전 수록예정자 명단 중 교육/학술 부문에 들어 있다. 2009년 친일반민족행위진상규명위원회가 발표한 친일반민족행위 705인 명단에 포함되었다.

## 같이 보기
- 이화여자고등학교
- 서울예술고등학교
- 황도학회
- 조선임전보국단

## 참고자료
- 신봉조(辛鳳祚) - 한국학중앙연구원